# Youssef Djaït
Pour les articles homonymes, voir Famille Djaït.
Youssef Djaït (arabe : يوسف جعيط), né en 1830 à Tunis et mort en 1915, est un homme politique tunisien.

## Biographie
Il est issu d'une famille tunisoise de lettrés, originaire du Yémen puis installée un temps à Kairouan, qui s'est distinguée dans plusieurs domaines des sciences religieuses,. Il suit des études à l'université Zitouna, se destinant à une carrière religieuse comme ses aïeux ; il débute d'ailleurs comme professeur à la Zitouna et épouse Douja Belkhodja puis Habiba Ben Jaafar, toutes deux filles de notables religieux tunisois d'origine turque.
Il est choisi comme secrétaire de chancellerie au ministère des Affaires étrangères, où il passe plusieurs années, marquant ce service encore naissant au sein du makhzen. Il entre au service du baron Raffo, ministre d'origine italienne, puis à celui du général Mohamed Baccouche. Gravissant les échelons, Djaït traverse l'installation du protectorat français de Tunisie comme chef de la section d'État à la justice (équivalent de premier secrétaire des tribunaux de Tunis) ; c'est tout naturellement que Naceur Bey lui accorde sa confiance pour devenir ministre de la Plume puis grand vizir en 1908, avec l'assentiment de la France. 
Son pouvoir est néanmoins très réduit du fait de la mainmise de la résidence générale sur les ministères tunisiens. C'est sous son gouvernement qu'interviennent les premières manifestations du mouvement nationaliste. Il doit ainsi faire face à l'affaire du Djellaz en 1911 et au boycott des tramways tunisois en 1912 mais ne parvient pas à calmer les violentes vagues de répressions et d'arrestations qui suivent.
Il meurt peu après, en 1915, laissant le souvenir d'un ministre honnête mais effacé et ne pouvant se mettre au diapason du mouvement national. Il figure parmi les ministres inhumés dans le mausolée du Tourbet El Bey situé dans la médina de Tunis. Parmi ses descendants figurent des oulémas, son fils Mohamed Abdelaziz Djaït et son petit-fils Kameleddine Djaït.

## Décorations
Il est détenteur de plusieurs décorations dont :
- Grand-croix de l'ordre du Nichan Iftikhar ;
- Première classe de l'Ordre du Nichan ad-Dam ;
- Première classe de l'Ordre du Nichân El-Ahd El-Mourassaâ.